# Jacob Lurie
Jacob Alexander Lurie (nacido el 7 de diciembre de 1977) es un matemático estadounidense, profesor del Institute for Advanced Study. Lurie ganó una beca MacArthur en el año 2014.

## Biografía
Cuando estudiaba en el programa magnet de Ciencias, Matemáticas e Informática del instituto Montgomery Blair de Silver Spring (Maryland), Lurie participó en la Olimpiada Internacional de Matemática, donde ganó una medalla de oro con una puntuación perfecta en 1994. En 1996 obtuvo el primer puesto en la compteción Búsqueda de Talentos Científicos de Westinghouse y apareció en un artículo de primera plana en el Washington Times.
Lurie se licenció en Matemáticas en el Harvard College en 2000 y ese mismo año recibió el Premio Morgan por su tesis de licenciatura sobre álgebra de Lie. Se doctoró en el Instituto de Tecnología de Massachusetts bajo la supervisión de Michael J. Hopkins, en 2004, con una tesis sobre geometría algebraica derivada. En 2007, se convirtió en profesor asociado en el MIT, y en 2009 se convirtió en profesor en la Universidad de Harvard. En 2019, se incorporó al Institute for Advanced Study como miembro permanente de la facultad de matemáticas.

## Trabajos matemáticos
Los intereses de investigación de Lurie comenzaron con la lógica y la teoría de los números surreales cuando aún estaba en el instituto. Es más conocido por su trabajo, a partir de su tesis, sobre las categorías de infinitud y la geometría algebraica derivada. La geometría algebraica derivada es una amalgama de métodos homotópicos y algebrogeométricos, tanto para obtener resultados más profundos en la geometría algebraica (e.g. en teoría de intersección) como en teoría de homotopía estable. Esto último es el tema de los trabajos de Lurie sobre cohomología elíptica. Las categorías de infinitud en la forma de las cuasicategorías de André Joyal) son un marco de trabajo conveniente para la teoría de la homotopía en términos abstractos. Son el principal tema de su libro Higher Topos Theory.
Otra parte del trabajo de Lurie es su artículo sobre las teorías de campo topológicas, en el que esboza una clasificación de las teorías de campo extendidas utilizando el lenguaje de las categorías del infinito (hipótesis del cobordismo). En un trabajo conjunto con Dennis Gaitsgory, utilizó su dualidad no abeliana de Poincaré en un entorno algebraico-geométrico, para demostrar la fórmula de masa de Siegel para campos de funciones.
Lurie fue uno de los ganadores inaugurales del Premio Breakthrough de Matemáticas en 2014, "por su trabajo sobre los fundamentos de la teoría de categorías superiores y la geometría algebraica derivada; por la clasificación de las teorías de campo cuántico totalmente extendidas; y por proporcionar una interpretación moduli-teórica de la cohomología elíptica." Lurie también recibió una beca MacArthur en 2014.